# 平和通一丁目停留場
平和通一丁目停留場（へいわどおりいっちょうめていりゅうじょう）は、愛媛県松山市平和通1丁目にある伊予鉄道の駅である。駅番号は15。市内電車（松山市内線）の1、2号線が使用する。

## 歴史
当駅が設置されるまでは、城北線は木屋町方面から道後温泉方面に抜ける形になっており、同路線の上一万停留場は、勝山通り（県道20号線）に面した複線分岐の独立駅となっていた。しかし、これを廃止して新たに勝山町方面に向かう形で城南線を敷設したことで、上一万停留場が交差点の南側に移転することとなり、従来の同駅の利用者が不便になるため、新たに当駅が設置された。
- 1969年（昭和44年）12月1日 - 上一万停留場 - 赤十字病院前停留場間の線路変更に伴い開設[2]。

## 構造
相対式ホーム2面1線。

### のりば
| ホーム | 路線   | 行先                                      |
| ------ | ------ | ----------------------------------------- |
| 1      | ■1号線 | 環状 大街道・松山市駅方面                 |
| 2      | ■2号線 | 環状 赤十字病院前・木屋町・JR松山駅前方面 |

## 周辺
- キリスト教会松山福音センター

## 隣の停留場
伊予鉄道
環状線（■1号線・■2号線）
赤十字病院前停留場 (14) - 平和通一丁目停留場 (15) - 上一万停留場 (16)